# Elvira Madigan
 (janvier 2021).
Si vous disposez d'ouvrages ou d'articles de référence ou si vous connaissez des sites web de qualité traitant du thème abordé ici, merci de compléter l'article en donnant les références utiles à sa vérifiabilité et en les liant à la section « Notes et références ».
Pour les articles homonymes, voir Madigan.
Hedevig Jensen, dite Elvira Madigan, est une artiste de cirque et funambule danoise, née le 4 décembre 1867 dans la paroisse Sainte-Marie de Flensbourg, en Allemagne, et morte le 19 juillet 1889 à Landet, sur l'île danoise de Tåsinge.
Elle est essentiellement connue pour la liaison secrète, à l'issue tragique, qu'elle a entretenu avec Sixten Sparre, lieutenant dans un régiment suédois de dragons, avec laquelle elle s'est suicidée. Leur histoire a inspiré plusieurs artistes, dont le cinésate suédois Bo Widerberg, réalisateur du film Elvira Madigan en 1967.

## Biographie

### Enfance
Hedevig Antoinette Isabella Eleonore Jensen naît le 4 décembre 1867 dans la paroisse Sainte-Marie de Flensbourg, en Allemagne.
La mère d'Elvira, Eleonora (Laura) Cecilie Christine Marie Olsen, née , en Finlande, dans une famille d'artistes de cirque norvégiens, le 29 mai 1850, avait 17 ans lorsqu'elle mit au monde sa fille, dont le père était le palefrenier copenhaguais Frederik Jensen. Ils s'étaient rencontrés au Cirque du Nord, où ils travaillaient tous deux, elle comme funambule, lui comme acrobate. À la naissance d'Elvira, Frederik abandonna le monde du spectacle, quitte à perdre ainsi son emploi. Il mourut quelques années plus tard, laissant Eleonora seule avec sa fille. À cette époque, elle était une des artistes du cirque François Loisset, dont faisait également partie John Madigan (1850-1897), un Américain originaire de l'Indiana. Aux alentours de 1870, il se mit en ménage avec Eleonora mais il ne l'épousa que bien plus tard, en 1892. Cavalier voltigeur, il enseigna son art à Eleonora et apprit l'équitation à Elvira, qui n'avait que cinq ans lorsqu'elle fit ses premiers pas dans le monde du cirque, à Copenhague, dans les jardins de Tivoli.

### Cirque Madigan
En 1879, John Madigan et Eleonora Olsen fondèrent leur propre troupe, le cirque Madigan, dans lequel Hedvig et sa demi-sœur exécutaient le numéro de funambulisme « Les sœurs Elvira et Gisella Madigan » dans lequel la blonde Elvira évoluait sur une corde souple, tandis que la brune Gisella s'avançait au-dessus d'elle sur une corde raide. La troupe effectua des tournées en Scandinavie ; en 1886, elle s'installa dans les jardins de Tivoli, à Copenhague et donna une représentation privée devant le roi du Danemark Christian IX, qui offrit à chacune des deux artistes une croix de Lorraine en or. Celle d'Elvira portait l'inscription « 1er août 1886 - le roi Christian IX de Danemark, à Elvira Madigan ». Avec ses deux jeunes funambules vedettes, la compagnie Madigan connut un grand succès et se produisit dans une bonne partie de l'Europe, à Paris, Londres, Berlin, Bruxelles, Amsterdam, et jusqu'à Odessa.

### Rencontre de Sixten Sparre

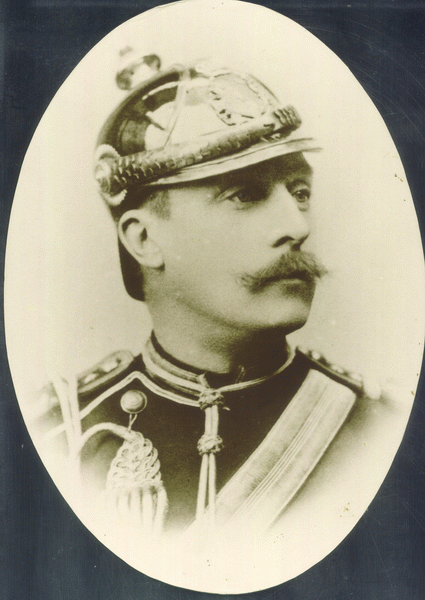
Sixten Sparre

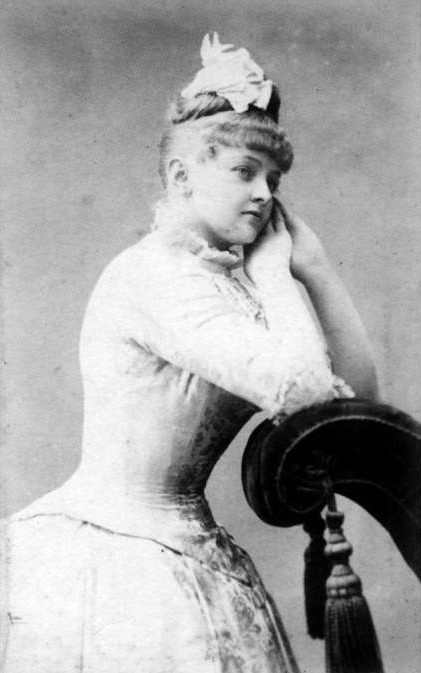
Elvira Madigan

En janvier 1888, le cirque Madigan planta son chapiteau à Kristianstad, ville de Scanie, en Suède. Parmi les spectateurs le lieutenant Sixten Sparre, aristocrate suédois officier au régiment des dragons de Scanie, fut subjugué par la jeune Elvira, au point qu'il revint presque tous les soirs assister à la représentation, ainsi que l'été suivant, lorsque le cirque fit halte dans la localité de Ljungbyhed, dans l'Ouest de la Scanie. Ils entamèrent alors une liaison qu'ils durent garder secrète, car la mère d'Elvira veillait jalousement sur sa fille-vedette, tout comme son beau-père, et Sixten était marié et père de deux enfants.

### Fugue
Avec la complicité d'une jeune fille de la troupe, Elvira entretint des relations épistolaires avec Sixten et conçut le projet de s'enfuir avec lui. Le 22 mai 1889, quand le cirque Madigan arriva à Sundsvall, dans le Nord de la Suède, Elvira gagea ses bijoux et rejoignit subrepticement l'officier. Le couple gagna Stockholm, et passa ensuite au Danemark, à Copenhague tout d'abord, puis à Svendborg, sur la côte méridionale de l'île de Fionie, où ils descendirent à l'« hôtel Svendborg », l'actuel « hôtel Ærø » . Inscrits dans l'établissement comme « Lieutenant Sparre de Stockholm avec femme », soi-disant en lune de miel, ils occupèrent durant un mois environ la chambre située au troisième étage de la tourelle du bâtiment.

### Fin tragique
L'arrivée du cirque Bergman à Svendborg, le 15 juillet 1889, fit craindre aux deux fugitifs d'être reconnus, d'autant que la presse commençait à se faire l'écho de leur disparition. Ils plièrent bagage pour le village de Troense, dans le Nord-Est de l'île de Tåsinge, face à Svendborg et s'y installèrent dans la pension pour estivants tenue au 6 rue de la Plage, par une veuve du nom de Johanne Andersen. Ils avaient épuisé toutes leurs ressources. Sixten, avait bien demandé à sa famille, par télégramme, de lui faire parvenir de l'argent.
Le 18 juillet, les deux amants, qui n'avaient plus ni argent, ni avenir, expliquèrent vouloir aller se promener en forêt ; on leur prépara un panier de pique-nique. Ils firent halte dans une clairière du bois du Nørreskov (« forêt du Nord »), où, lorsqu'ils eurent déjeuné, Sixten, avec son revolver militaire peut-être, abattit Elvira puis se suicida. Elle avait 21 ans et lui, 34.

### Sépulture

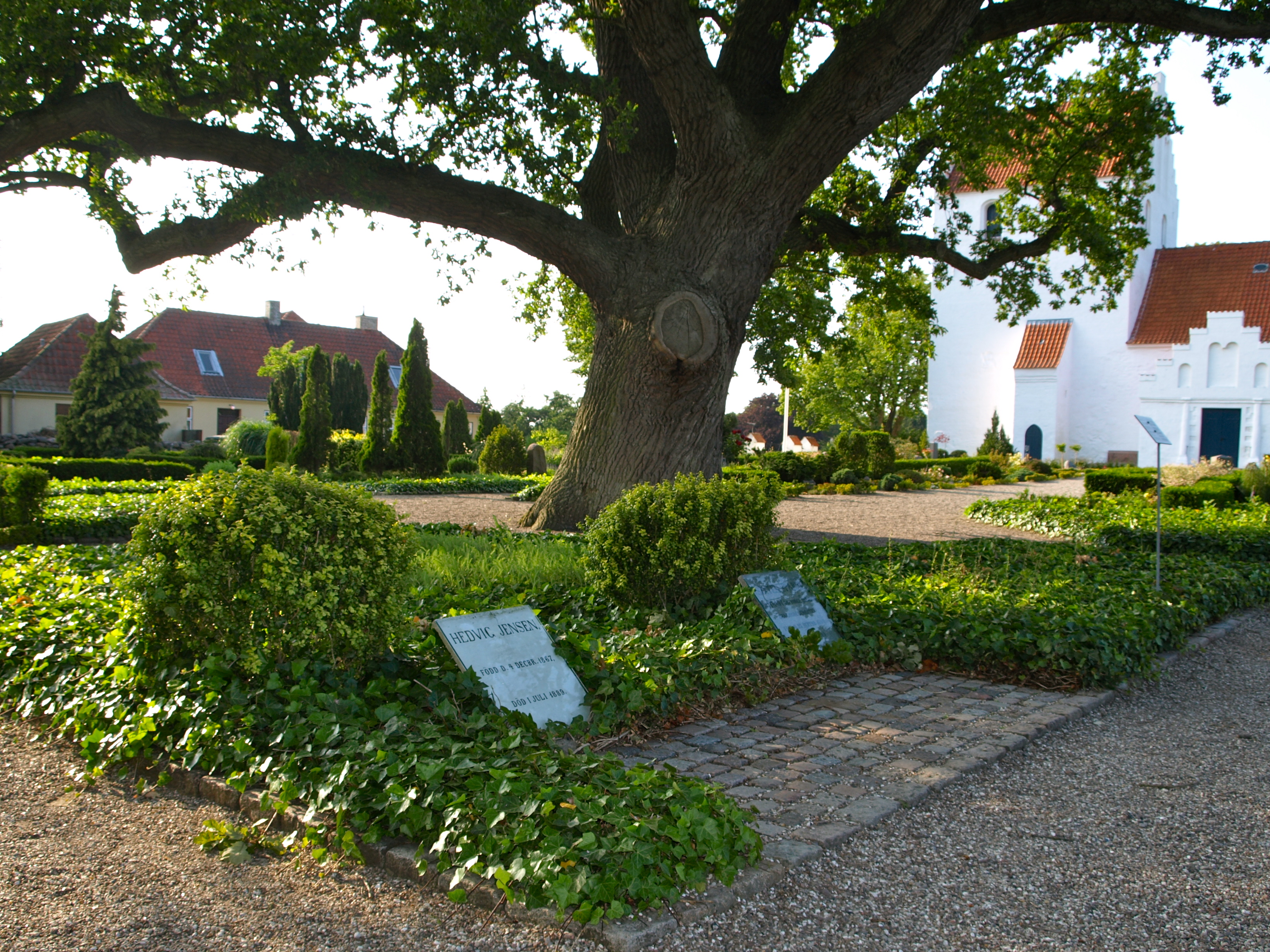
Les tombes d'Elvira Madigan et de Sixten Sparre, dans le cimetière de Landet

Le samedi 27 juillet 1889, Elvira Madigan et Sixten Sparre furent inhumés côte à côte dans le cimetière de l'église Saint-Georges (Sankt Jørgens Kirke) du village de Landet. Un bloc de granit a également été placé sur le lieu où leurs corps furent découverts, dans le bois de Nørreskov. Les pierres tombales originelles, de 1889, étaient de couleurs différentes, blanche pour Elvira, gris foncé pour Sixten. Lors du 75e anniversaire du drame, en 1964, elles furent remplacées par des stèles funéraires de plus grande taille, qui indiquaient également le nom de scène de l'artiste. En 1999, le site fut réaménagé: les deux monuments d'origine furent remis en place, orientés cette fois vers l'Est, et l'on ajouta un panneau explicatif, rédigé en danois.
Dès 1889, la tombe des amants, dans le cimetière de Landet, reçut la visite de touristes et d’amoureux du monde entier, en particulier de Suède. La tradition veut que lorsqu'un mariage est célébré dans l'église du village, la mariée dépose son bouquet sur la tombe d'Elvira, lui offrant ainsi celui qu'elle ne reçut jamais de son vivant.

## Elvira Madigan dans l'art et la littérature
La presse donna un large écho à la mort d'Elvira Madigan et de Sixten Sparre, qui acquirent rapidement une stature mythique, d'autant que le public ne manqua pas de tracer un parallèle entre leur tragique histoire et le drame de Mayerling, où, quelques mois auparavant, en janvier 1889, l'archiduc Rodolphe, prince héritier de l'Empire austro-hongrois, et sa jeune maîtresse Marie Vetsera avaient perdu la vie.

### Musique
L'année même du drame, l'écrivain et journaliste suédois Johan Lindström Saxon composa, sur la mélodie d'une vieille chanson folklorique de son pays, une Romance d'Elvira Madigan (Visan om Elvira Madigan).

### Cinéma
L'histoire d'Elvira Madigan et Sixten Sparre a fait l’objet de trois adaptations au cinéma.
- Elvira Madigan, film suédois de 1943, réalisé par åke Ohberg, avec Eva Henning dans le rôle principal et le réalisateur lui-même dans celui du « comte Christian » - la famille de Sixten Sparre avait demandé que le personnage de l'officier n'apparaisse pas sous son vrai nom.
- Elvira Madigan, film danois de 1967, réalisé par Poul Erik Møller Pedersen. Elvira y est incarnée par l'actrice Anne Mette Michaelsen, tandis que Søren Svejstrup y tient le rôle de Sixten Sparre.
- Elvira Madigan, film suédois de 1967, réalisé par Bo Widerberg, dans lequel le personnage d'Elvira Madigan est interprété par Pia Degermark et celui de Sixten Sparre par Thommy Berggren. Il s'agit de la version la plus célèbre du drame, grâce notamment à la prestation de l'actrice principale qui lui valut le prix d'interprétation féminine au Festival de Cannes et à la virtuosité du travail de l'opérateur, Jorgen Persson. La bande sonore de ce long métrage, qui reprend le deuxième mouvement (andante) du Concerto pour piano no 21 en do majeur (K. 467) de Mozart, a donné à cette pièce une telle célébrité en Suède, qu'elle y est communément appelée « concerto pour piano Elvira Madigan ». La reprise de ce concert par le virtuose de la flûte de pan roumaine Gheorghe Zamfir est notamment intitulée Elvira Madigan[2].

### Littérature
- Paardekooper [pseudonyme d'Asger Schnack], La triste histoire d'Elvira Madigan et du lieutenant Sixten Sparre, traduit par Anne-Charlotte Struve, Arles, Actes Sud, 2007 (titre original: « Sixten og Elvira. Blade af en fiktion », Lindhardt og Ringhof, 2003).
- Ange de Saint-Mont, Elvira Madigan, L'Isle-Adam, Saint-Mont, 2001.
- Helen Peterson, Elvira, 2004. Ce dernier roman change la fin tragique d'Elvira; Elvira finit par se marier avec un jeune Irlandais et voyagent en Amérique pour échapper à Sixten Sparre.

## Divers
- Elvira Madigan est le nom d'un groupe suédois de heavy metal, fondé en 1995.
- La route qui, sur l'île de Tåsinge, longe l'église de Landet et conduit au bois de Nørreskov, a été rebaptisée « rue Elvira Madigan ».
- Le 28 janvier 2005, la Banque nationale danoise a émis une pièce thématique de 20 couronnes danoises, dont le revers a pour motif le clocher de l'église de Landet, vu depuis le châtaignier planté sur la tombe d'Elvira et de Sixten, et surmonté de feuilles de l'arbre, dont les courbes et les entrelacs dessinent un cœur et un pistolet, symbole de leur tragique destinée[3].
- Le nom de « Cirque Madigan » a été repris par une troupe de cirque traditionnel fondée en 1989 à Sjöbö, en Suède.